# The Birmingham News
Le Birmingham News est le principal journal de Birmingham, aux États-Unis, et le plus grand journal d'Alabama.

## Historique
Le Birmingham News a été lancé par Rufus N. Rhodes (en) le 14 mars 1888 sous le nom de The Evening News, un journal de quatre pages avec deux journalistes et un capital de 800 $.